# Aphaobius lebenbaueri
Aphaobius lebenbaueri – gatunek chrząszcza z rodziny grzybinkowatych i podrodziny zyzkowatych. Endemit Słowenii.

## Taksonomia
Gatunek ten opisany został po raz pierwszy w 2010 roku przez Marca Bognolę i Dantego Vailatiego na łamach czasopisma „Scopolia”. Jako miejsce typowe wskazano Ledenicę pri Dolu w słoweńskim Trnovskim gozdzie. Epitet gatunkowy nadano na cześć Thomasa Lebenbauera, austriackiego entomologa.
W obrębie rodzaju należy do grupy gatunków milleri wraz z: A. alphonsi, A. forojulensis, A. fortesculptus, A. grottoloi, A. kahleni, A. kaplai, A. kofleri, A. ljubnicensis, A. milleri, A. miricae i A. robustus.

## Morfologia
Chrząszcz o ciele długości od 2,6 do 3,1 mm. Ubarwienie ma w całości brązoworude. Głowa jest pozbawiona oczu i zaopatrzona w ogólnie długie i cienkie, acz jak na przedstawiciela rodzaju krótkie czułki, u samca sięgające połowy pokryw po rozprostowaniu do tyłu. Ich ósmy człon jest dwuipółkrotnie krótszy od poprzedniego. Przedplecze jest poprzeczne, od 1,5 do 1,6 raza szersze niż dłuższe, najszersze w nasadowej ⅓, o bokach równomiernie łukowatych w części przedniej i zbieżnych w tylnej, a tylnych kątach ostrych, ale niespiczastych. Stosunek długości do szerokości jajowatych, najszerszych w połowie pokryw wynosi od 1,4 do 1,5. Powierzchnia pokryw jest poprzecznie rowkowana. Skrzydeł tylnej pary brak zupełnie. Płat środkowy edeagusa samczych genitaliów jest tak długi jak paramery i w widoku grzbietowym ma boczne brzegi części odsiebnej prawie równoległe, tylko przed samym szeroko zaokrąglonym szczytem zakrzywione i zbieżne. Dosiebna krawędź szczytowego otworu edeagusa jest wklęśnięta lub prosta.

## Ekologia i występowanie
Owad palearktyczny, południowoeuropejski, endemiczny dla Słowenii. Zamieszkuje tylko podziemne siedliska płaskowyżu krasowego Trnovski gozd. Współwystępuje tam z grzybinkowatymi z rodzajów Bathyscimorphus, Oryotus i Astagobius, jak i troglobiontycznymi biegaczowatymi Anophthalmus ravasinii i Anophthalmus sanctaeluciae fabioi.